# Cyrtotrachelus
Cyrtotrachelus is een geslacht van kevers uit de familie Snuitkevers (Curculionidae).

## Kenmerken
Deze kever heeft een donker, ovaal lichaam met aan de voorzijde twee lichtbruine banden. De voorpoten zijn bezet met harige tibia. Ze hebben een lange, dunne zuigsnuit.

## Verspreiding en leefgebied
Deze soorten komen voor in Zuidoost-Azië.

## Soorten[1]
- Cyrtotrachelus areolatus Fairmaire, 1899
- Cyrtotrachelus bipartitus Hartmann, 1899
- Cyrtotrachelus birmanicus Faust, 1895
- Cyrtotrachelus bispinus Chevrolat, 1882
- Cyrtotrachelus borealis Jordan, 1894
- Cyrtotrachelus buqueti Guérin-Méneville, 1844
- Cyrtotrachelus davidis Fairmaire, 1878
- Cyrtotrachelus dichrous Fairmaire, 1878
- Cyrtotrachelus dorsalis Heller, 1923
- Cyrtotrachelus dux Boheman in Schönherr, 1845
- Cyrtotrachelus elegans Fairmaire, 1878
- Cyrtotrachelus feae Faust, 1895
- Cyrtotrachelus himalayanus Heller, 1923
- Cyrtotrachelus holomelas Heller, 1923
- Cyrtotrachelus humeralis Heller, 1923
- Cyrtotrachelus javanus Heller, 1923
- Cyrtotrachelus lar Schönherr, 1838
- Cyrtotrachelus longimanus (Fabricius, 1775)
- Cyrtotrachelus longipes Schönherr, 1838
- Cyrtotrachelus montanus Heller, 1923
- Cyrtotrachelus myrmidon Buquet in Guérin-Méneville, 1844
- Cyrtotrachelus nigrinus Heller, 1923
- Cyrtotrachelus nigrocinctus Faust, 1895
- Cyrtotrachelus nigrodiscalis Heller, 1923
- Cyrtotrachelus obscuriceps Chevrolat, 1882
- Cyrtotrachelus quadrimaculatus Buquet in Guérin-Méneville, 1844
- Cyrtotrachelus rex Chevrolat, 1882
- Cyrtotrachelus rufithorax Heller, 1923
- Cyrtotrachelus rufopectinipes Chevrolat, 1882
- Cyrtotrachelus subnotatus Voss, 1931
- Cyrtotrachelus sumatranus Heller, 1923